# Eligiuspreis
Der Eligiuspreis wird jährlich von der Deutschen Numismatischen Gesellschaft (DNG) an Personen vergeben, die sich um die Numismatik verdient gemacht haben.

## Geschichte
Vorläufer war ein durch Gerd Frese, DNG-Vorsitzender von 1977 bis 1989, anlässlich seiner Amtsübernahme gestifteter und von 1978 bis 1995 ausgeschriebener Preis für numismatische Arbeiten, in der Regel jeweils ein erster, zweiter und dritter Preis. Teilnahmeberechtigt waren „Nicht-Fachnumismatiker des In- und Auslandes, die eine Arbeit aus der Münzen- und Medaillenkunde aus ihrer eigenen Kenntnis als Sammler wissenschaftlich und historisch belegt in deutscher Sprache ausarbeiten.“
Benannt ist der Eligiuspreis neuer Art nach dem heiligen Eligius, dem Schutzpatron der Numismatiker und Münzsammler. Neben der Urkunde und einem Preisgeld umfasst der Preis seit 1982 die „Eligius-Medaille“, bis 1991 nach einem Entwurf des rheinischen Bildhauers und Medailleurs Hans Karl Burgeff. Die von 1992 bis 2019 verliehene Medaille wurde von dem Architekten und Medailleur Peter Götz Güttler aus Dresden gestaltet; seit 2020 wird eine von der Schweizer Bildhauerin und Medailleurin Maya Graber neu geschaffene Medaille verliehen.
Im September 1995 wurde eine neue Eligius-Satzung beschlossen. Deutsche Preisträger müssen Mitglieder eines der DNG angehörigen Vereine sein, für ausländische Preisträger gilt diese Regelung nicht. Die unabhängige Jury wird vom Präsidenten der DNG eingesetzt; ihr gehören Numismatiker und Münzsammler an. Bei Stimmengleichheit entscheidet die Stimme des ebenfalls vom Präsidenten bestimmten Vorsitzenden der Jury. Der Jury-Vorsitz lag von 2013 bis 2023 bei Albert Raff und ging nach der Nominierung des Preisträgers von 2023 auf Gerd Dethlefs über.
Neben dem Eligiuspreis steht als deutsche Auszeichnung für numismatische Forschungen der seit 1974 im Jahresturnus von der Gesellschaft für Internationale Geldgeschichte in Frankfurt am Main verliehene GIG-Ehrenpreis.

## Preisträger
- 2025: Helmut Herholz[5][6]
- 2024: Albert Raff[7]
- 2023: Ulf Dräger[8][9]
- 2022: Ralf Fischer zu Cramburg[10]
- 2021: Peter Ilisch[11]
- 2020: Elke Bannicke und Lothar Tewes[11]
- 2019: Rainer Albert[12][13]
- 2018: Fritz Rudolf Künker[14][15]
- 2017: Ulrich Klein[16]
- 2016: Eberhard Auer und Peter Hammer[17]
- 2015: Wolfgang Steguweit[18]
- 2014: Heinz Thormann[19]
- 2013: Klaus Giesen[20]
- 2012: Günter Unshelm[21]
- 2011: Paul Arnold[22]
- 2010: Reiner Cunz[23]
- 2009: Peter Götz Güttler[24]
- 2008: Monika Lücke[25]
- 2007: Arnold Schwede[26]
- 2006: Hubert Ruß[27]
- 2005: Hans-Jörg Kellner[28]
- 2004: Christian Dekesel und Peter Berghaus[28]
- 2003: Manfred Mehl[28]
- 2002: Tyll Kroha[28]
- 2001: Hans-Dieter Dannenberg[28]
- 2000: Klaus Marowsky[28]
- 1999: Hans Dietrich und Sabine Schultz[28]
- 1998: Karl Gebhardt[28]
- 1997: Gerd Martin Forneck und Konrad Schneider[28]
- 1996: Wolfgang Hahn[28]
- 1995: 1. Preis nicht vergeben[3]
- 1994: Kein Preis vergeben[3]
- 1993: 1. Preis nicht vergeben[3]
- 1992: Eberhard Auer[3]
- 1991: Eduard Tschachtli[3]
- 1990: Fritz Georg Sietz[3]
- 1989: Walter Kühn[3]
- 1988: 1. Preis nicht vergeben[3]
- 1987: Klaus Sommer[3]
- 1986: Walter Kühn[3]
- 1985: 1. Preis nicht vergeben[3]
- 1984: Jürgen Denicke[3]
- 1983: Hans Herrli[3]
- 1982: Klaus Sommer[3]
- 1981: Martin Heinz[3]
- 1980: Bernd Sprenger[3]
- 1979: Ulrich E. G. Schrock[3]
- 1978: Klaus Sommer[3][2]